# Borowina (powiat grójecki)
Borowina – kolonia w Polsce położona w województwie mazowieckim, w powiecie grójeckim, w gminie Nowe Miasto nad Pilicą.
Administracyjnie kolonia jest sołectwem.
W latach 1975–1998 miejscowość należała administracyjnie do województwa radomskiego.